# الدوري السويدي الدرجة الثانية
الدوري السويدي الدرجة الثانية هو المستوى الرابع في نظام الدوري السويدي لكرة القدم ويضم 84 فريق كرة قدم سويدي.
كان للقسم 2 مكانة المستوى الثاني الرسمي من عام 1928 إلى عام 1986 ولكن تم استبداله بالقسم 1 في عام 1987. ثم أصبح المستوى الرسمي الثالث حتى عام 2005 ولكن تم استبداله مرة أخرى بالقسم 1 المعاد إنشاؤه في عام 2006.